# Liste des communes de l'Allier
Pour les autres listes de communes françaises, voir Listes des communes de France.
| - L'Allier en France métropolitaine. - Carte des communes de l'Allier. |

Cette page liste les 317 communes du département français de l'Allier au 1er janvier 2025.

## Liste des communes
Le tableau suivant donne la liste des communes au 1er janvier 2025, en précisant leur code Insee, leur code postal principal, leur arrondissement, leur canton, leur intercommunalité, leur superficie, leur population et leur densité, d'après les chiffres de l'Insee issus du recensement 2022,.
| Nom                             | Code Insee | Code postal | Arrondissement | Canton                                          | Intercommunalité                          | Superficie (km2) | Population (dernière pop. légale) | Densité (hab./km2) | Modifier                                    |
| ------------------------------- | ---------- | ----------- | -------------- | ----------------------------------------------- | ----------------------------------------- | ---------------- | --------------------------------- | ------------------ | ------------------------------------------- |
| Moulins (préfecture)            | 03190      | 03000       | Moulins        | Moulins-1 Moulins-2                             | CA Moulins Communauté                     | 8,61             | 19 344 (2022)                     | 2 247              | modifier les données · modifier les données |
| Abrest                          | 03001      | 03200       | Vichy          | Vichy-2                                         | CA Vichy Communauté                       | 10,46            | 2 927 (2022)                      | 280                | modifier les données · modifier les données |
| Agonges                         | 03002      | 03210       | Moulins        | Souvigny                                        | CC du Bocage Bourbonnais                  | 24,10            | 304 (2022)                        | 13                 | modifier les données · modifier les données |
| Ainay-le-Château                | 03003      | 03360       | Montluçon      | Bourbon-l'Archambault                           | CC du Pays de Tronçais                    | 24,07            | 987 (2022)                        | 41                 | modifier les données · modifier les données |
| Andelaroche                     | 03004      | 03120       | Vichy          | Lapalisse                                       | CC du Pays de Lapalisse                   | 20,28            | 217 (2022)                        | 11                 | modifier les données · modifier les données |
| Archignat                       | 03005      | 03380       | Montluçon      | Huriel                                          | CC du Pays d'Huriel                       | 24,35            | 336 (2022)                        | 14                 | modifier les données · modifier les données |
| Arfeuilles                      | 03006      | 03120       | Vichy          | Lapalisse                                       | CA Vichy Communauté                       | 59,56            | 610 (2022)                        | 10                 | modifier les données · modifier les données |
| Arpheuilles-Saint-Priest        | 03007      | 03420       | Montluçon      | Montluçon-3                                     | CA Montluçon Communauté                   | 20,02            | 374 (2022)                        | 19                 | modifier les données · modifier les données |
| Arronnes                        | 03008      | 03250       | Vichy          | Lapalisse                                       | CA Vichy Communauté                       | 26,00            | 382 (2022)                        | 15                 | modifier les données · modifier les données |
| Aubigny                         | 03009      | 03460       | Moulins        | Moulins-1                                       | CA Moulins Communauté                     | 17,14            | 146 (2022)                        | 8,5                | modifier les données · modifier les données |
| Audes                           | 03010      | 03190       | Montluçon      | Huriel                                          | CC du Val de Cher                         | 28,26            | 408 (2022)                        | 14                 | modifier les données · modifier les données |
| Aurouër                         | 03011      | 03460       | Moulins        | Yzeure                                          | CA Moulins Communauté                     | 27,06            | 411 (2022)                        | 15                 | modifier les données · modifier les données |
| Autry-Issards                   | 03012      | 03210       | Moulins        | Souvigny                                        | CC du Bocage Bourbonnais                  | 19,45            | 309 (2022)                        | 16                 | modifier les données · modifier les données |
| Avermes                         | 03013      | 03000       | Moulins        | Moulins-1                                       | CA Moulins Communauté                     | 15,60            | 4 109 (2022)                      | 263                | modifier les données · modifier les données |
| Avrilly                         | 03014      | 03130       | Vichy          | Dompierre-sur-Besbre                            | CC Entr'Allier Besbre et Loire            | 11,48            | 137 (2022)                        | 12                 | modifier les données · modifier les données |
| Bagneux                         | 03015      | 03460       | Moulins        | Moulins-1                                       | CA Moulins Communauté                     | 24,87            | 339 (2022)                        | 14                 | modifier les données · modifier les données |
| Barberier                       | 03016      | 03140       | Vichy          | Gannat                                          | CC Saint-Pourçain Sioule Limagne          | 8,08             | 142 (2022)                        | 18                 | modifier les données · modifier les données |
| Barrais-Bussolles               | 03017      | 03120       | Vichy          | Lapalisse                                       | CC du Pays de Lapalisse                   | 25,34            | 185 (2022)                        | 7,3                | modifier les données · modifier les données |
| Bayet                           | 03018      | 03500       | Vichy          | Saint-Pourçain-sur-Sioule                       | CC Saint-Pourçain Sioule Limagne          | 22,58            | 673 (2022)                        | 30                 | modifier les données · modifier les données |
| Beaulon                         | 03019      | 03230       | Vichy          | Dompierre-sur-Besbre                            | CC Entr'Allier Besbre et Loire            | 63,98            | 1 640 (2022)                      | 26                 | modifier les données · modifier les données |
| Beaune-d'Allier                 | 03020      | 03390       | Montluçon      | Commentry                                       | CC Commentry Montmarault Néris Communauté | 24,20            | 293 (2022)                        | 12                 | modifier les données · modifier les données |
| Bègues                          | 03021      | 03800       | Vichy          | Gannat                                          | CC Saint-Pourçain Sioule Limagne          | 8,30             | 229 (2022)                        | 28                 | modifier les données · modifier les données |
| Bellenaves                      | 03022      | 03330       | Vichy          | Gannat                                          | CC Saint-Pourçain Sioule Limagne          | 34,88            | 986 (2022)                        | 28                 | modifier les données · modifier les données |
| Bellerive-sur-Allier            | 03023      | 03700       | Vichy          | Bellerive-sur-Allier                            | CA Vichy Communauté                       | 18,97            | 8 898 (2022)                      | 469                | modifier les données · modifier les données |
| Bert                            | 03024      | 03130       | Vichy          | Moulins-2                                       | CC du Pays de Lapalisse                   | 24,15            | 261 (2022)                        | 11                 | modifier les données · modifier les données |
| Bessay-sur-Allier               | 03025      | 03340       | Moulins        | Moulins-2                                       | CA Moulins Communauté                     | 34,60            | 1 384 (2022)                      | 40                 | modifier les données · modifier les données |
| Besson                          | 03026      | 03210       | Moulins        | Souvigny                                        | CA Moulins Communauté                     | 47,16            | 746 (2022)                        | 16                 | modifier les données · modifier les données |
| Bézenet                         | 03027      | 03170       | Montluçon      | Commentry                                       | CC Commentry Montmarault Néris Communauté | 9,94             | 917 (2022)                        | 92                 | modifier les données · modifier les données |
| Billezois                       | 03028      | 03120       | Vichy          | Lapalisse                                       | CC du Pays de Lapalisse                   | 15,68            | 361 (2022)                        | 23                 | modifier les données · modifier les données |
| Billy                           | 03029      | 03260       | Vichy          | Saint-Pourçain-sur-Sioule                       | CA Vichy Communauté                       | 10,22            | 823 (2022)                        | 81                 | modifier les données · modifier les données |
| Biozat                          | 03030      | 03800       | Vichy          | Gannat                                          | CC Saint-Pourçain Sioule Limagne          | 16,46            | 923 (2022)                        | 56                 | modifier les données · modifier les données |
| Bizeneuille                     | 03031      | 03170       | Montluçon      | Huriel                                          | CC Commentry Montmarault Néris Communauté | 29,75            | 300 (2022)                        | 10                 | modifier les données · modifier les données |
| Blomard                         | 03032      | 03390       | Montluçon      | Commentry                                       | CC Commentry Montmarault Néris Communauté | 22,37            | 229 (2022)                        | 10                 | modifier les données · modifier les données |
| Bost                            | 03033      | 03300       | Vichy          | Cusset                                          | CA Vichy Communauté                       | 9,48             | 180 (2022)                        | 19                 | modifier les données · modifier les données |
| Boucé                           | 03034      | 03150       | Vichy          | Saint-Pourçain-sur-Sioule                       | CC Entr'Allier Besbre et Loire            | 21,68            | 499 (2022)                        | 23                 | modifier les données · modifier les données |
| Le Bouchaud                     | 03035      | 03130       | Vichy          | Dompierre-sur-Besbre                            | CC Entr'Allier Besbre et Loire            | 22,55            | 193 (2022)                        | 8,6                | modifier les données · modifier les données |
| Bourbon-l'Archambault           | 03036      | 03160       | Moulins        | Bourbon-l'Archambault                           | CC du Bocage Bourbonnais                  | 54,84            | 2 542 (2022)                      | 46                 | modifier les données · modifier les données |
| Braize                          | 03037      | 03360       | Montluçon      | Bourbon-l'Archambault                           | CC du Pays de Tronçais                    | 20,95            | 259 (2022)                        | 12                 | modifier les données · modifier les données |
| Bransat                         | 03038      | 03500       | Vichy          | Souvigny                                        | CC Saint-Pourçain Sioule Limagne          | 15,52            | 529 (2022)                        | 34                 | modifier les données · modifier les données |
| Bresnay                         | 03039      | 03210       | Moulins        | Souvigny                                        | CA Moulins Communauté                     | 23,13            | 385 (2022)                        | 17                 | modifier les données · modifier les données |
| Bressolles                      | 03040      | 03000       | Moulins        | Souvigny                                        | CA Moulins Communauté                     | 23,38            | 1 141 (2022)                      | 49                 | modifier les données · modifier les données |
| Le Brethon                      | 03041      | 03350       | Montluçon      | Huriel                                          | CC du Pays de Tronçais                    | 44,61            | 324 (2022)                        | 7,3                | modifier les données · modifier les données |
| Le Breuil                       | 03042      | 03120       | Vichy          | Lapalisse                                       | CC du Pays de Lapalisse                   | 34,55            | 531 (2022)                        | 15                 | modifier les données · modifier les données |
| Broût-Vernet                    | 03043      | 03110       | Vichy          | Bellerive-sur-Allier                            | CC Saint-Pourçain Sioule Limagne          | 31,71            | 1 209 (2022)                      | 38                 | modifier les données · modifier les données |
| Brugheas                        | 03044      | 03700       | Vichy          | Bellerive-sur-Allier                            | CA Vichy Communauté                       | 26,81            | 1 556 (2022)                      | 58                 | modifier les données · modifier les données |
| Busset                          | 03045      | 03270       | Vichy          | Lapalisse                                       | CA Vichy Communauté                       | 36,96            | 810 (2022)                        | 22                 | modifier les données · modifier les données |
| Buxières-les-Mines              | 03046      | 03440       | Moulins        | Bourbon-l'Archambault                           | CC du Bocage Bourbonnais                  | 46,95            | 1 001 (2022)                      | 21                 | modifier les données · modifier les données |
| La Celle                        | 03047      | 03600       | Montluçon      | Montluçon-3                                     | CC Commentry Montmarault Néris Communauté | 31,20            | 400 (2022)                        | 13                 | modifier les données · modifier les données |
| Cérilly                         | 03048      | 03350       | Montluçon      | Bourbon-l'Archambault                           | CC du Pays de Tronçais                    | 70,55            | 1 312 (2022)                      | 19                 | modifier les données · modifier les données |
| Cesset                          | 03049      | 03500       | Vichy          | Souvigny                                        | CC Saint-Pourçain Sioule Limagne          | 12,19            | 428 (2022)                        | 35                 | modifier les données · modifier les données |
| La Chabanne                     | 03050      | 03250       | Vichy          | Lapalisse                                       | CA Vichy Communauté                       | 20,00            | 172 (2022)                        | 8,6                | modifier les données · modifier les données |
| Chambérat                       | 03051      | 03370       | Montluçon      | Huriel                                          | CC du Pays d'Huriel                       | 28,37            | 279 (2022)                        | 9,8                | modifier les données · modifier les données |
| Chamblet                        | 03052      | 03170       | Montluçon      | Commentry                                       | CC Commentry Montmarault Néris Communauté | 20,50            | 1 079 (2022)                      | 53                 | modifier les données · modifier les données |
| Chantelle                       | 03053      | 03140       | Vichy          | Gannat                                          | CC Saint-Pourçain Sioule Limagne          | 10,96            | 1 124 (2022)                      | 103                | modifier les données · modifier les données |
| Chapeau                         | 03054      | 03340       | Moulins        | Moulins-2                                       | CA Moulins Communauté                     | 33,42            | 236 (2022)                        | 7,1                | modifier les données · modifier les données |
| La Chapelaude                   | 03055      | 03380       | Montluçon      | Huriel                                          | CC du Pays d'Huriel                       | 28,60            | 941 (2022)                        | 33                 | modifier les données · modifier les données |
| La Chapelle                     | 03056      | 03300       | Vichy          | Lapalisse                                       | CA Vichy Communauté                       | 21,10            | 396 (2022)                        | 19                 | modifier les données · modifier les données |
| La Chapelle-aux-Chasses         | 03057      | 03230       | Moulins        | Dompierre-sur-Besbre                            | CA Moulins Communauté                     | 25,96            | 197 (2022)                        | 7,6                | modifier les données · modifier les données |
| Chappes                         | 03058      | 03390       | Montluçon      | Commentry                                       | CC Commentry Montmarault Néris Communauté | 18,60            | 231 (2022)                        | 12                 | modifier les données · modifier les données |
| Chareil-Cintrat                 | 03059      | 03140       | Vichy          | Gannat                                          | CC Saint-Pourçain Sioule Limagne          | 12,77            | 385 (2022)                        | 30                 | modifier les données · modifier les données |
| Charmeil                        | 03060      | 03110       | Vichy          | Vichy-1                                         | CA Vichy Communauté                       | 7,40             | 967 (2022)                        | 131                | modifier les données · modifier les données |
| Charmes                         | 03061      | 03800       | Vichy          | Gannat                                          | CC Saint-Pourçain Sioule Limagne          | 8,19             | 374 (2022)                        | 46                 | modifier les données · modifier les données |
| Charroux                        | 03062      | 03140       | Vichy          | Gannat                                          | CC Saint-Pourçain Sioule Limagne          | 10,43            | 340 (2022)                        | 33                 | modifier les données · modifier les données |
| Chassenard                      | 03063      | 03510       | Vichy          | Dompierre-sur-Besbre                            | CC Le Grand Charolais                     | 25,12            | 1 030 (2022)                      | 41                 | modifier les données · modifier les données |
| Château-sur-Allier              | 03064      | 03320       | Moulins        | Bourbon-l'Archambault                           | CA Moulins Communauté                     | 27,75            | 163 (2022)                        | 5,9                | modifier les données · modifier les données |
| Châtel-de-Neuvre                | 03065      | 03500       | Moulins        | Souvigny                                        | CC du Bocage Bourbonnais                  | 19,34            | 557 (2022)                        | 29                 | modifier les données · modifier les données |
| Châtel-Montagne                 | 03066      | 03250       | Vichy          | Lapalisse                                       | CA Vichy Communauté                       | 36,81            | 321 (2022)                        | 8,7                | modifier les données · modifier les données |
| Châtelperron                    | 03067      | 03220       | Vichy          | Moulins-2                                       | CC Entr'Allier Besbre et Loire            | 20,80            | 132 (2022)                        | 6,3                | modifier les données · modifier les données |
| Châtelus                        | 03068      | 03120       | Vichy          | Lapalisse                                       | CA Vichy Communauté                       | 6,64             | 114 (2022)                        | 17                 | modifier les données · modifier les données |
| Châtillon                       | 03069      | 03210       | Moulins        | Souvigny                                        | CC du Bocage Bourbonnais                  | 12,90            | 313 (2022)                        | 24                 | modifier les données · modifier les données |
| Chavenon                        | 03070      | 03440       | Montluçon      | Commentry                                       | CC Commentry Montmarault Néris Communauté | 17,47            | 139 (2022)                        | 8,0                | modifier les données · modifier les données |
| Chavroches                      | 03071      | 03220       | Vichy          | Moulins-2                                       | CC Entr'Allier Besbre et Loire            | 9,95             | 262 (2022)                        | 26                 | modifier les données · modifier les données |
| Chazemais                       | 03072      | 03370       | Montluçon      | Huriel                                          | CC du Pays d'Huriel                       | 29,10            | 504 (2022)                        | 17                 | modifier les données · modifier les données |
| Chemilly                        | 03073      | 03210       | Moulins        | Souvigny                                        | CA Moulins Communauté                     | 16,94            | 588 (2022)                        | 35                 | modifier les données · modifier les données |
| Chevagnes                       | 03074      | 03230       | Moulins        | Dompierre-sur-Besbre                            | CA Moulins Communauté                     | 49,78            | 635 (2022)                        | 13                 | modifier les données · modifier les données |
| Chezelle                        | 03075      | 03140       | Vichy          | Gannat                                          | CC Saint-Pourçain Sioule Limagne          | 7,33             | 158 (2022)                        | 22                 | modifier les données · modifier les données |
| Chézy                           | 03076      | 03230       | Moulins        | Dompierre-sur-Besbre                            | CA Moulins Communauté                     | 36,53            | 214 (2022)                        | 5,9                | modifier les données · modifier les données |
| Chirat-l'Église                 | 03077      | 03330       | Vichy          | Gannat                                          | CC Saint-Pourçain Sioule Limagne          | 18,48            | 128 (2022)                        | 6,9                | modifier les données · modifier les données |
| Chouvigny                       | 03078      | 03450       | Vichy          | Gannat                                          | CC Saint-Pourçain Sioule Limagne          | 13,41            | 230 (2022)                        | 17                 | modifier les données · modifier les données |
| Cindré                          | 03079      | 03220       | Vichy          | Moulins-2                                       | CC Entr'Allier Besbre et Loire            | 22,63            | 282 (2022)                        | 12                 | modifier les données · modifier les données |
| Cognat-Lyonne                   | 03080      | 03110       | Vichy          | Bellerive-sur-Allier                            | CA Vichy Communauté                       | 12,51            | 707 (2022)                        | 57                 | modifier les données · modifier les données |
| Colombier                       | 03081      | 03600       | Montluçon      | Commentry                                       | CC Commentry Montmarault Néris Communauté | 12,92            | 328 (2022)                        | 25                 | modifier les données · modifier les données |
| Commentry                       | 03082      | 03600       | Montluçon      | Commentry                                       | CC Commentry Montmarault Néris Communauté | 20,96            | 6 018 (2022)                      | 287                | modifier les données · modifier les données |
| Contigny                        | 03083      | 03500       | Vichy          | Souvigny                                        | CC Saint-Pourçain Sioule Limagne          | 17,93            | 575 (2022)                        | 32                 | modifier les données · modifier les données |
| Cosne-d'Allier                  | 03084      | 03430       | Montluçon      | Huriel                                          | CC Commentry Montmarault Néris Communauté | 25,29            | 2 013 (2022)                      | 80                 | modifier les données · modifier les données |
| Coulandon                       | 03085      | 03000       | Moulins        | Moulins-1                                       | CA Moulins Communauté                     | 17,06            | 634 (2022)                        | 37                 | modifier les données · modifier les données |
| Coulanges                       | 03086      | 03470       | Vichy          | Dompierre-sur-Besbre                            | CC Le Grand Charolais                     | 23,96            | 292 (2022)                        | 12                 | modifier les données · modifier les données |
| Couleuvre                       | 03087      | 03320       | Montluçon      | Bourbon-l'Archambault                           | CC du Pays de Tronçais                    | 53,83            | 592 (2022)                        | 11                 | modifier les données · modifier les données |
| Courçais                        | 03088      | 03370       | Montluçon      | Huriel                                          | CC du Pays d'Huriel                       | 26,51            | 309 (2022)                        | 12                 | modifier les données · modifier les données |
| Coutansouze                     | 03089      | 03330       | Vichy          | Gannat                                          | CC Saint-Pourçain Sioule Limagne          | 13,42            | 158 (2022)                        | 12                 | modifier les données · modifier les données |
| Couzon                          | 03090      | 03160       | Moulins        | Bourbon-l'Archambault                           | CA Moulins Communauté                     | 19,85            | 321 (2022)                        | 16                 | modifier les données · modifier les données |
| Créchy                          | 03091      | 03150       | Vichy          | Saint-Pourçain-sur-Sioule                       | CC Entr'Allier Besbre et Loire            | 11,61            | 430 (2022)                        | 37                 | modifier les données · modifier les données |
| Cressanges                      | 03092      | 03240       | Moulins        | Souvigny                                        | CC du Bocage Bourbonnais                  | 41,76            | 637 (2022)                        | 15                 | modifier les données · modifier les données |
| Creuzier-le-Neuf                | 03093      | 03300       | Vichy          | Cusset                                          | CA Vichy Communauté                       | 10,88            | 1 235 (2022)                      | 114                | modifier les données · modifier les données |
| Creuzier-le-Vieux               | 03094      | 03300       | Vichy          | Cusset                                          | CA Vichy Communauté                       | 11,38            | 3 246 (2022)                      | 285                | modifier les données · modifier les données |
| Cusset                          | 03095      | 03300       | Vichy          | Cusset                                          | CA Vichy Communauté                       | 31,93            | 13 329 (2022)                     | 417                | modifier les données · modifier les données |
| Deneuille-lès-Chantelle         | 03096      | 03140       | Vichy          | Gannat                                          | CC Saint-Pourçain Sioule Limagne          | 8,21             | 93 (2022)                         | 11                 | modifier les données · modifier les données |
| Deneuille-les-Mines             | 03097      | 03170       | Montluçon      | Commentry                                       | CC Commentry Montmarault Néris Communauté | 24,88            | 352 (2022)                        | 14                 | modifier les données · modifier les données |
| Désertines                      | 03098      | 03630       | Montluçon      | Montluçon-2                                     | CA Montluçon Communauté                   | 8,34             | 4 323 (2022)                      | 518                | modifier les données · modifier les données |
| Deux-Chaises                    | 03099      | 03240       | Moulins        | Souvigny                                        | CC du Bocage Bourbonnais                  | 41,01            | 380 (2022)                        | 9,3                | modifier les données · modifier les données |
| Diou                            | 03100      | 03290       | Vichy          | Dompierre-sur-Besbre                            | CC Entr'Allier Besbre et Loire            | 24,89            | 1 354 (2022)                      | 54                 | modifier les données · modifier les données |
| Domérat                         | 03101      | 03410       | Montluçon      | Montluçon-1                                     | CA Montluçon Communauté                   | 35,54            | 8 665 (2022)                      | 244                | modifier les données · modifier les données |
| Dompierre-sur-Besbre            | 03102      | 03290       | Vichy          | Dompierre-sur-Besbre                            | CC Entr'Allier Besbre et Loire            | 45,63            | 2 970 (2022)                      | 65                 | modifier les données · modifier les données |
| Le Donjon                       | 03103      | 03130       | Vichy          | Dompierre-sur-Besbre                            | CC Entr'Allier Besbre et Loire            | 37,02            | 1 011 (2022)                      | 27                 | modifier les données · modifier les données |
| Doyet                           | 03104      | 03170       | Montluçon      | Commentry                                       | CC Commentry Montmarault Néris Communauté | 27,58            | 1 129 (2022)                      | 41                 | modifier les données · modifier les données |
| Droiturier                      | 03105      | 03120       | Vichy          | Lapalisse                                       | CC du Pays de Lapalisse                   | 22,07            | 367 (2022)                        | 17                 | modifier les données · modifier les données |
| Durdat-Larequille               | 03106      | 03310       | Montluçon      | Montluçon-3                                     | CC Commentry Montmarault Néris Communauté | 24,45            | 1 317 (2022)                      | 54                 | modifier les données · modifier les données |
| Ébreuil                         | 03107      | 03450       | Vichy          | Gannat                                          | CC Saint-Pourçain Sioule Limagne          | 23,22            | 1 292 (2022)                      | 56                 | modifier les données · modifier les données |
| Échassières                     | 03108      | 03330       | Vichy          | Gannat                                          | CC Saint-Pourçain Sioule Limagne          | 23,40            | 369 (2022)                        | 16                 | modifier les données · modifier les données |
| Escurolles                      | 03109      | 03110       | Vichy          | Bellerive-sur-Allier                            | CC Saint-Pourçain Sioule Limagne          | 13,27            | 797 (2022)                        | 60                 | modifier les données · modifier les données |
| Espinasse-Vozelle               | 03110      | 03110       | Vichy          | Bellerive-sur-Allier                            | CA Vichy Communauté                       | 17,87            | 973 (2022)                        | 54                 | modifier les données · modifier les données |
| Estivareilles                   | 03111      | 03190       | Montluçon      | Huriel                                          | CC du Val de Cher                         | 11,27            | 1 114 (2022)                      | 99                 | modifier les données · modifier les données |
| Étroussat                       | 03112      | 03140       | Vichy          | Gannat                                          | CC Saint-Pourçain Sioule Limagne          | 13,03            | 663 (2022)                        | 51                 | modifier les données · modifier les données |
| Ferrières-sur-Sichon            | 03113      | 03250       | Vichy          | Lapalisse                                       | CA Vichy Communauté                       | 38,58            | 506 (2022)                        | 13                 | modifier les données · modifier les données |
| La Ferté-Hauterive              | 03114      | 03340       | Vichy          | Moulins-2                                       | CC Saint-Pourçain Sioule Limagne          | 18,88            | 260 (2022)                        | 14                 | modifier les données · modifier les données |
| Fleuriel                        | 03115      | 03140       | Vichy          | Gannat                                          | CC Saint-Pourçain Sioule Limagne          | 28,05            | 339 (2022)                        | 12                 | modifier les données · modifier les données |
| Fourilles                       | 03116      | 03140       | Vichy          | Gannat                                          | CC Saint-Pourçain Sioule Limagne          | 6,98             | 191 (2022)                        | 27                 | modifier les données · modifier les données |
| Franchesse                      | 03117      | 03160       | Moulins        | Bourbon-l'Archambault                           | CC du Bocage Bourbonnais                  | 40,24            | 465 (2022)                        | 12                 | modifier les données · modifier les données |
| Gannat                          | 03118      | 03800       | Vichy          | Gannat                                          | CC Saint-Pourçain Sioule Limagne          | 36,85            | 5 684 (2022)                      | 154                | modifier les données · modifier les données |
| Gannay-sur-Loire                | 03119      | 03230       | Moulins        | Dompierre-sur-Besbre                            | CA Moulins Communauté                     | 32,29            | 394 (2022)                        | 12                 | modifier les données · modifier les données |
| Garnat-sur-Engièvre             | 03120      | 03230       | Moulins        | Dompierre-sur-Besbre                            | CA Moulins Communauté                     | 18,74            | 672 (2022)                        | 36                 | modifier les données · modifier les données |
| Gennetines                      | 03121      | 03400       | Moulins        | Yzeure                                          | CA Moulins Communauté                     | 39,14            | 624 (2022)                        | 16                 | modifier les données · modifier les données |
| Gipcy                           | 03122      | 03210       | Moulins        | Souvigny                                        | CC du Bocage Bourbonnais                  | 27,57            | 236 (2022)                        | 8,6                | modifier les données · modifier les données |
| Gouise                          | 03124      | 03340       | Moulins        | Moulins-2                                       | CA Moulins Communauté                     | 23,12            | 220 (2022)                        | 9,5                | modifier les données · modifier les données |
| La Guillermie                   | 03125      | 03250       | Vichy          | Lapalisse                                       | CA Vichy Communauté                       | 12,33            | 122 (2022)                        | 9,9                | modifier les données · modifier les données |
| Haut-Bocage                     | 03158      | 03190       | Montluçon      | Huriel                                          | CC du Val de Cher                         | 70,64            | 850 (2022)                        | 12                 | modifier les données · modifier les données |
| Hauterive                       | 03126      | 03270       | Vichy          | Bellerive-sur-Allier                            | CA Vichy Communauté                       | 8,08             | 1 186 (2022)                      | 147                | modifier les données · modifier les données |
| Hérisson                        | 03127      | 03190       | Montluçon      | Huriel                                          | CC du Pays de Tronçais                    | 32,57            | 564 (2022)                        | 17                 | modifier les données · modifier les données |
| Huriel                          | 03128      | 03380       | Montluçon      | Huriel                                          | CC du Pays d'Huriel                       | 34,92            | 2 568 (2022)                      | 74                 | modifier les données · modifier les données |
| Hyds                            | 03129      | 03600       | Montluçon      | Commentry                                       | CC Commentry Montmarault Néris Communauté | 18,71            | 301 (2022)                        | 16                 | modifier les données · modifier les données |
| Isle-et-Bardais                 | 03130      | 03360       | Montluçon      | Bourbon-l'Archambault                           | CC du Pays de Tronçais                    | 44,65            | 278 (2022)                        | 6,2                | modifier les données · modifier les données |
| Isserpent                       | 03131      | 03120       | Vichy          | Lapalisse                                       | CC du Pays de Lapalisse                   | 26,31            | 560 (2022)                        | 21                 | modifier les données · modifier les données |
| Jaligny-sur-Besbre              | 03132      | 03220       | Vichy          | Moulins-2                                       | CC Entr'Allier Besbre et Loire            | 9,63             | 556 (2022)                        | 58                 | modifier les données · modifier les données |
| Jenzat                          | 03133      | 03800       | Vichy          | Gannat                                          | CC Saint-Pourçain Sioule Limagne          | 11,64            | 521 (2022)                        | 45                 | modifier les données · modifier les données |
| Laféline                        | 03134      | 03500       | Vichy          | Souvigny                                        | CC Saint-Pourçain Sioule Limagne          | 23,10            | 183 (2022)                        | 7,9                | modifier les données · modifier les données |
| Lalizolle                       | 03135      | 03450       | Vichy          | Gannat                                          | CC Saint-Pourçain Sioule Limagne          | 23,72            | 407 (2022)                        | 17                 | modifier les données · modifier les données |
| Lamaids                         | 03136      | 03380       | Montluçon      | Montluçon-4                                     | CA Montluçon Communauté                   | 8,02             | 206 (2022)                        | 26                 | modifier les données · modifier les données |
| Langy                           | 03137      | 03150       | Vichy          | Saint-Pourçain-sur-Sioule                       | CC Entr'Allier Besbre et Loire            | 7,36             | 274 (2022)                        | 37                 | modifier les données · modifier les données |
| Lapalisse                       | 03138      | 03120       | Vichy          | Lapalisse                                       | CC du Pays de Lapalisse                   | 33,01            | 3 127 (2022)                      | 95                 | modifier les données · modifier les données |
| Laprugne                        | 03139      | 03250       | Vichy          | Lapalisse                                       | CA Vichy Communauté                       | 34,61            | 310 (2022)                        | 9,0                | modifier les données · modifier les données |
| Lavault-Sainte-Anne             | 03140      | 03100       | Montluçon      | Montluçon-4                                     | CA Montluçon Communauté                   | 9,08             | 1 138 (2022)                      | 125                | modifier les données · modifier les données |
| Lavoine                         | 03141      | 03250       | Vichy          | Lapalisse                                       | CA Vichy Communauté                       | 17,53            | 152 (2022)                        | 8,7                | modifier les données · modifier les données |
| Lenax                           | 03142      | 03130       | Vichy          | Dompierre-sur-Besbre                            | CC Entr'Allier Besbre et Loire            | 28,25            | 250 (2022)                        | 8,8                | modifier les données · modifier les données |
| Lételon                         | 03143      | 03360       | Montluçon      | Bourbon-l'Archambault                           | CC du Pays de Tronçais                    | 6,37             | 91 (2022)                         | 14                 | modifier les données · modifier les données |
| Liernolles                      | 03144      | 03130       | Vichy          | Moulins-2                                       | CC Entr'Allier Besbre et Loire            | 37,31            | 199 (2022)                        | 5,3                | modifier les données · modifier les données |
| Lignerolles                     | 03145      | 03410       | Montluçon      | Montluçon-4                                     | CA Montluçon Communauté                   | 11,81            | 758 (2022)                        | 64                 | modifier les données · modifier les données |
| Limoise                         | 03146      | 03320       | Moulins        | Bourbon-l'Archambault                           | CA Moulins Communauté                     | 12,56            | 176 (2022)                        | 14                 | modifier les données · modifier les données |
| Loddes                          | 03147      | 03130       | Vichy          | Dompierre-sur-Besbre                            | CC Entr'Allier Besbre et Loire            | 23,49            | 167 (2022)                        | 7,1                | modifier les données · modifier les données |
| Loriges                         | 03148      | 03500       | Vichy          | Saint-Pourçain-sur-Sioule                       | CC Saint-Pourçain Sioule Limagne          | 9,48             | 354 (2022)                        | 37                 | modifier les données · modifier les données |
| Louchy-Montfand                 | 03149      | 03500       | Vichy          | Saint-Pourçain-sur-Sioule                       | CC Saint-Pourçain Sioule Limagne          | 5,33             | 406 (2022)                        | 76                 | modifier les données · modifier les données |
| Louroux-Bourbonnais             | 03150      | 03350       | Moulins        | Huriel                                          | CC du Bocage Bourbonnais                  | 33,02            | 206 (2022)                        | 6,2                | modifier les données · modifier les données |
| Louroux-de-Beaune               | 03151      | 03600       | Montluçon      | Commentry                                       | CC Commentry Montmarault Néris Communauté | 10,66            | 180 (2022)                        | 17                 | modifier les données · modifier les données |
| Louroux-de-Bouble               | 03152      | 03330       | Vichy          | Gannat                                          | CC Saint-Pourçain Sioule Limagne          | 16,87            | 228 (2022)                        | 14                 | modifier les données · modifier les données |
| Luneau                          | 03154      | 03130       | Vichy          | Dompierre-sur-Besbre                            | CC Entr'Allier Besbre et Loire            | 27,27            | 269 (2022)                        | 9,9                | modifier les données · modifier les données |
| Lurcy-Lévis                     | 03155      | 03320       | Moulins        | Bourbon-l'Archambault                           | CA Moulins Communauté                     | 71,42            | 1 852 (2022)                      | 26                 | modifier les données · modifier les données |
| Lusigny                         | 03156      | 03230       | Moulins        | Dompierre-sur-Besbre                            | CA Moulins Communauté                     | 44,55            | 1 633 (2022)                      | 37                 | modifier les données · modifier les données |
| Magnet                          | 03157      | 03260       | Vichy          | Saint-Pourçain-sur-Sioule                       | CA Vichy Communauté                       | 12,72            | 1 046 (2022)                      | 82                 | modifier les données · modifier les données |
| Malicorne                       | 03159      | 03600       | Montluçon      | Commentry                                       | CC Commentry Montmarault Néris Communauté | 11,84            | 768 (2022)                        | 65                 | modifier les données · modifier les données |
| Marcenat                        | 03160      | 03260       | Vichy          | Saint-Pourçain-sur-Sioule                       | CC Saint-Pourçain Sioule Limagne          | 18,07            | 376 (2022)                        | 21                 | modifier les données · modifier les données |
| Marcillat-en-Combraille         | 03161      | 03420       | Montluçon      | Montluçon-3                                     | CA Montluçon Communauté                   | 35,21            | 907 (2022)                        | 26                 | modifier les données · modifier les données |
| Marigny                         | 03162      | 03210       | Moulins        | Souvigny                                        | CA Moulins Communauté                     | 17,24            | 200 (2022)                        | 12                 | modifier les données · modifier les données |
| Mariol                          | 03163      | 03270       | Vichy          | Lapalisse                                       | CA Vichy Communauté                       | 9,41             | 696 (2022)                        | 74                 | modifier les données · modifier les données |
| Le Mayet-d'École                | 03164      | 03800       | Vichy          | Gannat                                          | CC Saint-Pourçain Sioule Limagne          | 6,76             | 305 (2022)                        | 45                 | modifier les données · modifier les données |
| Le Mayet-de-Montagne            | 03165      | 03250       | Vichy          | Lapalisse                                       | CA Vichy Communauté                       | 29,03            | 1 388 (2022)                      | 48                 | modifier les données · modifier les données |
| Mazerier                        | 03166      | 03800       | Vichy          | Gannat                                          | CC Saint-Pourçain Sioule Limagne          | 7,23             | 320 (2022)                        | 44                 | modifier les données · modifier les données |
| Mazirat                         | 03167      | 03420       | Montluçon      | Montluçon-3                                     | CA Montluçon Communauté                   | 20,26            | 280 (2022)                        | 14                 | modifier les données · modifier les données |
| Meaulne-Vitray                  | 03168      | 03360       | Montluçon      | Bourbon-l'Archambault                           | CC du Pays de Tronçais                    | 50,10            | 907 (2022)                        | 18                 | modifier les données · modifier les données |
| Meillard                        | 03169      | 03500       | Moulins        | Souvigny                                        | CC du Bocage Bourbonnais                  | 25,48            | 307 (2022)                        | 12                 | modifier les données · modifier les données |
| Meillers                        | 03170      | 03210       | Moulins        | Souvigny                                        | CC du Bocage Bourbonnais                  | 23,48            | 128 (2022)                        | 5,5                | modifier les données · modifier les données |
| Mercy                           | 03171      | 03340       | Vichy          | Moulins-2                                       | CC Entr'Allier Besbre et Loire            | 28,80            | 244 (2022)                        | 8,5                | modifier les données · modifier les données |
| Mesples                         | 03172      | 03370       | Montluçon      | Huriel                                          | CC du Pays d'Huriel                       | 15,30            | 125 (2022)                        | 8,2                | modifier les données · modifier les données |
| Molinet                         | 03173      | 03510       | Vichy          | Dompierre-sur-Besbre                            | CC Le Grand Charolais                     | 25,98            | 1 120 (2022)                      | 43                 | modifier les données · modifier les données |
| Molles                          | 03174      | 03300       | Vichy          | Lapalisse                                       | CA Vichy Communauté                       | 26,89            | 916 (2022)                        | 34                 | modifier les données · modifier les données |
| Monestier                       | 03175      | 03140       | Vichy          | Gannat                                          | CC Saint-Pourçain Sioule Limagne          | 29,68            | 280 (2022)                        | 9,4                | modifier les données · modifier les données |
| Monétay-sur-Allier              | 03176      | 03500       | Vichy          | Souvigny                                        | CC Saint-Pourçain Sioule Limagne          | 11,77            | 538 (2022)                        | 46                 | modifier les données · modifier les données |
| Monétay-sur-Loire               | 03177      | 03470       | Vichy          | Dompierre-sur-Besbre                            | CC Entr'Allier Besbre et Loire            | 31,26            | 249 (2022)                        | 8,0                | modifier les données · modifier les données |
| Montaigu-le-Blin                | 03179      | 03150       | Vichy          | Saint-Pourçain-sur-Sioule                       | CC Entr'Allier Besbre et Loire            | 12,96            | 301 (2022)                        | 23                 | modifier les données · modifier les données |
| Montaiguët-en-Forez             | 03178      | 03130       | Vichy          | Dompierre-sur-Besbre                            | CC Entr'Allier Besbre et Loire            | 22,49            | 285 (2022)                        | 13                 | modifier les données · modifier les données |
| Montbeugny                      | 03180      | 03340       | Moulins        | Moulins-2                                       | CA Moulins Communauté                     | 32,65            | 645 (2022)                        | 20                 | modifier les données · modifier les données |
| Montcombroux-les-Mines          | 03181      | 03130       | Vichy          | Dompierre-sur-Besbre                            | CC Entr'Allier Besbre et Loire            | 23,42            | 295 (2022)                        | 13                 | modifier les données · modifier les données |
| Monteignet-sur-l'Andelot        | 03182      | 03800       | Vichy          | Gannat                                          | CC Saint-Pourçain Sioule Limagne          | 9,38             | 267 (2022)                        | 28                 | modifier les données · modifier les données |
| Le Montet                       | 03183      | 03240       | Moulins        | Souvigny                                        | CC du Bocage Bourbonnais                  | 1,77             | 469 (2022)                        | 265                | modifier les données · modifier les données |
| Montilly                        | 03184      | 03000       | Moulins        | Moulins-1                                       | CA Moulins Communauté                     | 22,09            | 496 (2022)                        | 22                 | modifier les données · modifier les données |
| Montluçon                       | 03185      | 03100       | Montluçon      | Montluçon-1 Montluçon-2 Montluçon-3 Montluçon-4 | CA Montluçon Communauté                   | 20,67            | 33 317 (2022)                     | 1 612              | modifier les données · modifier les données |
| Montmarault                     | 03186      | 03390       | Montluçon      | Commentry                                       | CC Commentry Montmarault Néris Communauté | 9,00             | 1 522 (2022)                      | 169                | modifier les données · modifier les données |
| Montoldre                       | 03187      | 03150       | Vichy          | Saint-Pourçain-sur-Sioule                       | CC Entr'Allier Besbre et Loire            | 18,90            | 602 (2022)                        | 32                 | modifier les données · modifier les données |
| Montord                         | 03188      | 03500       | Vichy          | Saint-Pourçain-sur-Sioule                       | CC Saint-Pourçain Sioule Limagne          | 4,44             | 209 (2022)                        | 47                 | modifier les données · modifier les données |
| Montvicq                        | 03189      | 03170       | Montluçon      | Commentry                                       | CC Commentry Montmarault Néris Communauté | 10,02            | 697 (2022)                        | 70                 | modifier les données · modifier les données |
| Murat                           | 03191      | 03390       | Montluçon      | Commentry                                       | CC Commentry Montmarault Néris Communauté | 20,07            | 267 (2022)                        | 13                 | modifier les données · modifier les données |
| Nades                           | 03192      | 03450       | Vichy          | Gannat                                          | CC Saint-Pourçain Sioule Limagne          | 8,49             | 158 (2022)                        | 19                 | modifier les données · modifier les données |
| Nassigny                        | 03193      | 03190       | Montluçon      | Huriel                                          | CC du Val de Cher                         | 18,32            | 195 (2022)                        | 11                 | modifier les données · modifier les données |
| Naves                           | 03194      | 03330       | Vichy          | Gannat                                          | CC Saint-Pourçain Sioule Limagne          | 8,13             | 137 (2022)                        | 17                 | modifier les données · modifier les données |
| Néris-les-Bains                 | 03195      | 03310       | Montluçon      | Montluçon-3                                     | CC Commentry Montmarault Néris Communauté | 33,13            | 2 441 (2022)                      | 74                 | modifier les données · modifier les données |
| Neuilly-en-Donjon               | 03196      | 03130       | Vichy          | Dompierre-sur-Besbre                            | CC Entr'Allier Besbre et Loire            | 25,02            | 198 (2022)                        | 7,9                | modifier les données · modifier les données |
| Neuilly-le-Réal                 | 03197      | 03340       | Moulins        | Moulins-2                                       | CA Moulins Communauté                     | 46,97            | 1 440 (2022)                      | 31                 | modifier les données · modifier les données |
| Neure                           | 03198      | 03320       | Moulins        | Bourbon-l'Archambault                           | CA Moulins Communauté                     | 11,97            | 201 (2022)                        | 17                 | modifier les données · modifier les données |
| Neuvy                           | 03200      | 03000       | Moulins        | Moulins-1                                       | CA Moulins Communauté                     | 19,03            | 1 487 (2022)                      | 78                 | modifier les données · modifier les données |
| Nizerolles                      | 03201      | 03250       | Vichy          | Lapalisse                                       | CA Vichy Communauté                       | 17,57            | 288 (2022)                        | 16                 | modifier les données · modifier les données |
| Noyant-d'Allier                 | 03202      | 03210       | Moulins        | Souvigny                                        | CC du Bocage Bourbonnais                  | 21,05            | 599 (2022)                        | 28                 | modifier les données · modifier les données |
| Paray-le-Frésil                 | 03203      | 03230       | Moulins        | Dompierre-sur-Besbre                            | CA Moulins Communauté                     | 37,30            | 379 (2022)                        | 10                 | modifier les données · modifier les données |
| Paray-sous-Briailles            | 03204      | 03500       | Vichy          | Saint-Pourçain-sur-Sioule                       | CC Saint-Pourçain Sioule Limagne          | 22,18            | 615 (2022)                        | 28                 | modifier les données · modifier les données |
| Périgny                         | 03205      | 03120       | Vichy          | Lapalisse                                       | CC du Pays de Lapalisse                   | 27,22            | 470 (2022)                        | 17                 | modifier les données · modifier les données |
| La Petite-Marche                | 03206      | 03420       | Montluçon      | Montluçon-3                                     | CA Montluçon Communauté                   | 14,93            | 165 (2022)                        | 11                 | modifier les données · modifier les données |
| Pierrefitte-sur-Loire           | 03207      | 03470       | Vichy          | Dompierre-sur-Besbre                            | CC Entr'Allier Besbre et Loire            | 25,36            | 509 (2022)                        | 20                 | modifier les données · modifier les données |
| Le Pin                          | 03208      | 03130       | Vichy          | Dompierre-sur-Besbre                            | CC Entr'Allier Besbre et Loire            | 21,78            | 431 (2022)                        | 20                 | modifier les données · modifier les données |
| Poëzat                          | 03209      | 03800       | Vichy          | Gannat                                          | CC Saint-Pourçain Sioule Limagne          | 2,12             | 152 (2022)                        | 72                 | modifier les données · modifier les données |
| Pouzy-Mésangy                   | 03210      | 03320       | Moulins        | Bourbon-l'Archambault                           | CA Moulins Communauté                     | 35,04            | 383 (2022)                        | 11                 | modifier les données · modifier les données |
| Prémilhat                       | 03211      | 03410       | Montluçon      | Montluçon-4                                     | CA Montluçon Communauté                   | 21,12            | 2 513 (2022)                      | 119                | modifier les données · modifier les données |
| Quinssaines                     | 03212      | 03380       | Montluçon      | Montluçon-4                                     | CA Montluçon Communauté                   | 25,37            | 1 539 (2022)                      | 61                 | modifier les données · modifier les données |
| Reugny                          | 03213      | 03190       | Montluçon      | Huriel                                          | CC du Val de Cher                         | 7,66             | 262 (2022)                        | 34                 | modifier les données · modifier les données |
| Rocles                          | 03214      | 03240       | Moulins        | Souvigny                                        | CC du Bocage Bourbonnais                  | 21,66            | 330 (2022)                        | 15                 | modifier les données · modifier les données |
| Rongères                        | 03215      | 03150       | Vichy          | Saint-Pourçain-sur-Sioule                       | CC Entr'Allier Besbre et Loire            | 8,95             | 552 (2022)                        | 62                 | modifier les données · modifier les données |
| Ronnet                          | 03216      | 03420       | Montluçon      | Montluçon-3                                     | CA Montluçon Communauté                   | 19,88            | 168 (2022)                        | 8,5                | modifier les données · modifier les données |
| Saint-Angel                     | 03217      | 03170       | Montluçon      | Commentry                                       | CC Commentry Montmarault Néris Communauté | 25,27            | 753 (2022)                        | 30                 | modifier les données · modifier les données |
| Saint-Aubin-le-Monial           | 03218      | 03160       | Moulins        | Bourbon-l'Archambault                           | CC du Bocage Bourbonnais                  | 21,63            | 266 (2022)                        | 12                 | modifier les données · modifier les données |
| Saint-Bonnet-de-Four            | 03219      | 03390       | Montluçon      | Commentry                                       | CC Commentry Montmarault Néris Communauté | 18,73            | 223 (2022)                        | 12                 | modifier les données · modifier les données |
| Saint-Bonnet-de-Rochefort       | 03220      | 03800       | Vichy          | Gannat                                          | CC Saint-Pourçain Sioule Limagne          | 16,36            | 714 (2022)                        | 44                 | modifier les données · modifier les données |
| Saint-Bonnet-Tronçais           | 03221      | 03360       | Montluçon      | Bourbon-l'Archambault                           | CC du Pays de Tronçais                    | 27,98            | 739 (2022)                        | 26                 | modifier les données · modifier les données |
| Saint-Caprais                   | 03222      | 03190       | Montluçon      | Huriel                                          | CC du Pays de Tronçais                    | 20,14            | 97 (2022)                         | 4,8                | modifier les données · modifier les données |
| Saint-Christophe-en-Bourbonnais | 03223      | 03120       | Vichy          | Lapalisse                                       | CC du Pays de Lapalisse                   | 28,02            | 431 (2022)                        | 15                 | modifier les données · modifier les données |
| Saint-Clément                   | 03224      | 03250       | Vichy          | Lapalisse                                       | CA Vichy Communauté                       | 25,98            | 284 (2022)                        | 11                 | modifier les données · modifier les données |
| Saint-Désiré                    | 03225      | 03370       | Montluçon      | Huriel                                          | CC du Pays d'Huriel                       | 41,89            | 429 (2022)                        | 10                 | modifier les données · modifier les données |
| Saint-Didier-en-Donjon          | 03226      | 03130       | Vichy          | Dompierre-sur-Besbre                            | CC Entr'Allier Besbre et Loire            | 32,92            | 245 (2022)                        | 7,4                | modifier les données · modifier les données |
| Saint-Didier-la-Forêt           | 03227      | 03110       | Vichy          | Bellerive-sur-Allier                            | CC Saint-Pourçain Sioule Limagne          | 33,59            | 388 (2022)                        | 12                 | modifier les données · modifier les données |
| Saint-Éloy-d'Allier             | 03228      | 03370       | Montluçon      | Huriel                                          | CC du Pays d'Huriel                       | 12,83            | 56 (2022)                         | 4,4                | modifier les données · modifier les données |
| Saint-Ennemond                  | 03229      | 03400       | Moulins        | Yzeure                                          | CA Moulins Communauté                     | 38,08            | 619 (2022)                        | 16                 | modifier les données · modifier les données |
| Saint-Étienne-de-Vicq           | 03230      | 03300       | Vichy          | Lapalisse                                       | CC du Pays de Lapalisse                   | 19,22            | 527 (2022)                        | 27                 | modifier les données · modifier les données |
| Saint-Fargeol                   | 03231      | 03420       | Montluçon      | Montluçon-3                                     | CA Montluçon Communauté                   | 10,36            | 187 (2022)                        | 18                 | modifier les données · modifier les données |
| Saint-Félix                     | 03232      | 03260       | Vichy          | Saint-Pourçain-sur-Sioule                       | CC Entr'Allier Besbre et Loire            | 5,20             | 285 (2022)                        | 55                 | modifier les données · modifier les données |
| Saint-Genest                    | 03233      | 03310       | Montluçon      | Montluçon-3                                     | CA Montluçon Communauté                   | 15,17            | 388 (2022)                        | 26                 | modifier les données · modifier les données |
| Saint-Gérand-de-Vaux            | 03234      | 03340       | Vichy          | Moulins-2                                       | CC Entr'Allier Besbre et Loire            | 40,08            | 395 (2022)                        | 9,9                | modifier les données · modifier les données |
| Saint-Gérand-le-Puy             | 03235      | 03150       | Vichy          | Saint-Pourçain-sur-Sioule                       | CC Entr'Allier Besbre et Loire            | 19,55            | 956 (2022)                        | 49                 | modifier les données · modifier les données |
| Saint-Germain-de-Salles         | 03237      | 03140       | Vichy          | Gannat                                          | CC Saint-Pourçain Sioule Limagne          | 11,59            | 426 (2022)                        | 37                 | modifier les données · modifier les données |
| Saint-Germain-des-Fossés        | 03236      | 03260       | Vichy          | Vichy-1                                         | CA Vichy Communauté                       | 8,30             | 3 600 (2022)                      | 434                | modifier les données · modifier les données |
| Saint-Hilaire                   | 03238      | 03440       | Moulins        | Bourbon-l'Archambault                           | CC du Bocage Bourbonnais                  | 20,64            | 508 (2022)                        | 25                 | modifier les données · modifier les données |
| Saint-Léger-sur-Vouzance        | 03239      | 03130       | Vichy          | Dompierre-sur-Besbre                            | CC Entr'Allier Besbre et Loire            | 18,18            | 259 (2022)                        | 14                 | modifier les données · modifier les données |
| Saint-Léon                      | 03240      | 03220       | Vichy          | Moulins-2                                       | CC Entr'Allier Besbre et Loire            | 33,62            | 533 (2022)                        | 16                 | modifier les données · modifier les données |
| Saint-Léopardin-d'Augy          | 03241      | 03160       | Moulins        | Bourbon-l'Archambault                           | CA Moulins Communauté                     | 39,59            | 364 (2022)                        | 9,2                | modifier les données · modifier les données |
| Saint-Loup                      | 03242      | 03150       | Vichy          | Saint-Pourçain-sur-Sioule                       | CC Saint-Pourçain Sioule Limagne          | 17,62            | 572 (2022)                        | 32                 | modifier les données · modifier les données |
| Saint-Marcel-en-Marcillat       | 03244      | 03420       | Montluçon      | Montluçon-3                                     | CA Montluçon Communauté                   | 10,55            | 128 (2022)                        | 12                 | modifier les données · modifier les données |
| Saint-Marcel-en-Murat           | 03243      | 03390       | Montluçon      | Commentry                                       | CC Commentry Montmarault Néris Communauté | 16,82            | 129 (2022)                        | 7,7                | modifier les données · modifier les données |
| Saint-Martin-des-Lais           | 03245      | 03230       | Moulins        | Dompierre-sur-Besbre                            | CA Moulins Communauté                     | 18,25            | 125 (2022)                        | 6,8                | modifier les données · modifier les données |
| Saint-Martinien                 | 03246      | 03380       | Montluçon      | Huriel                                          | CC du Pays d'Huriel                       | 25,48            | 595 (2022)                        | 23                 | modifier les données · modifier les données |
| Saint-Menoux                    | 03247      | 03210       | Moulins        | Souvigny                                        | CC du Bocage Bourbonnais                  | 27,62            | 1 135 (2022)                      | 41                 | modifier les données · modifier les données |
| Saint-Nicolas-des-Biefs         | 03248      | 03250       | Vichy          | Lapalisse                                       | CA Vichy Communauté                       | 28,90            | 153 (2022)                        | 5,3                | modifier les données · modifier les données |
| Saint-Palais                    | 03249      | 03370       | Montluçon      | Huriel                                          | CC du Pays d'Huriel                       | 20,30            | 157 (2022)                        | 7,7                | modifier les données · modifier les données |
| Saint-Pierre-Laval              | 03250      | 42620       | Vichy          | Lapalisse                                       | CC du Pays de Lapalisse                   | 24,03            | 365 (2022)                        | 15                 | modifier les données · modifier les données |
| Saint-Plaisir                   | 03251      | 03160       | Moulins        | Bourbon-l'Archambault                           | CC du Bocage Bourbonnais                  | 52,54            | 423 (2022)                        | 8,1                | modifier les données · modifier les données |
| Saint-Pont                      | 03252      | 03110       | Vichy          | Bellerive-sur-Allier                            | CA Vichy Communauté                       | 12,31            | 692 (2022)                        | 56                 | modifier les données · modifier les données |
| Saint-Pourçain-sur-Besbre       | 03253      | 03290       | Vichy          | Dompierre-sur-Besbre                            | CC Entr'Allier Besbre et Loire            | 32,99            | 368 (2022)                        | 11                 | modifier les données · modifier les données |
| Saint-Pourçain-sur-Sioule       | 03254      | 03500       | Vichy          | Saint-Pourçain-sur-Sioule                       | CC Saint-Pourçain Sioule Limagne          | 35,67            | 4 894 (2022)                      | 137                | modifier les données · modifier les données |
| Saint-Priest-d'Andelot          | 03255      | 03800       | Vichy          | Gannat                                          | CC Saint-Pourçain Sioule Limagne          | 8,17             | 146 (2022)                        | 18                 | modifier les données · modifier les données |
| Saint-Priest-en-Murat           | 03256      | 03390       | Montluçon      | Commentry                                       | CC Commentry Montmarault Néris Communauté | 25,48            | 213 (2022)                        | 8,4                | modifier les données · modifier les données |
| Saint-Prix                      | 03257      | 03120       | Vichy          | Lapalisse                                       | CC du Pays de Lapalisse                   | 21,75            | 785 (2022)                        | 36                 | modifier les données · modifier les données |
| Saint-Rémy-en-Rollat            | 03258      | 03110       | Vichy          | Vichy-1                                         | CA Vichy Communauté                       | 20,84            | 1 769 (2022)                      | 85                 | modifier les données · modifier les données |
| Saint-Sauvier                   | 03259      | 03370       | Montluçon      | Huriel                                          | CC du Pays d'Huriel                       | 31,47            | 324 (2022)                        | 10                 | modifier les données · modifier les données |
| Saint-Sornin                    | 03260      | 03240       | Moulins        | Souvigny                                        | CC du Bocage Bourbonnais                  | 19,44            | 220 (2022)                        | 11                 | modifier les données · modifier les données |
| Saint-Victor                    | 03262      | 03410       | Montluçon      | Montluçon-1                                     | CA Montluçon Communauté                   | 23,22            | 2 078 (2022)                      | 89                 | modifier les données · modifier les données |
| Saint-Voir                      | 03263      | 03220       | Vichy          | Moulins-2                                       | CC Entr'Allier Besbre et Loire            | 25,12            | 201 (2022)                        | 8,0                | modifier les données · modifier les données |
| Saint-Yorre                     | 03264      | 03270       | Vichy          | Vichy-2                                         | CA Vichy Communauté                       | 6,35             | 2 618 (2022)                      | 412                | modifier les données · modifier les données |
| Sainte-Thérence                 | 03261      | 03420       | Montluçon      | Montluçon-3                                     | CA Montluçon Communauté                   | 13,14            | 179 (2022)                        | 14                 | modifier les données · modifier les données |
| Saligny-sur-Roudon              | 03265      | 03470       | Vichy          | Dompierre-sur-Besbre                            | CC Entr'Allier Besbre et Loire            | 57,77            | 648 (2022)                        | 11                 | modifier les données · modifier les données |
| Sanssat                         | 03266      | 03150       | Vichy          | Saint-Pourçain-sur-Sioule                       | CC Entr'Allier Besbre et Loire            | 8,40             | 277 (2022)                        | 33                 | modifier les données · modifier les données |
| Saulcet                         | 03267      | 03500       | Vichy          | Saint-Pourçain-sur-Sioule                       | CC Saint-Pourçain Sioule Limagne          | 7,98             | 651 (2022)                        | 82                 | modifier les données · modifier les données |
| Saulzet                         | 03268      | 03800       | Vichy          | Gannat                                          | CC Saint-Pourçain Sioule Limagne          | 9,21             | 392 (2022)                        | 43                 | modifier les données · modifier les données |
| Sauvagny                        | 03269      | 03430       | Montluçon      | Huriel                                          | CC Commentry Montmarault Néris Communauté | 19,41            | 83 (2022)                         | 4,3                | modifier les données · modifier les données |
| Sazeret                         | 03270      | 03390       | Montluçon      | Commentry                                       | CC Commentry Montmarault Néris Communauté | 17,94            | 140 (2022)                        | 7,8                | modifier les données · modifier les données |
| Serbannes                       | 03271      | 03700       | Vichy          | Bellerive-sur-Allier                            | CA Vichy Communauté                       | 14,30            | 826 (2022)                        | 58                 | modifier les données · modifier les données |
| Servilly                        | 03272      | 03120       | Vichy          | Lapalisse                                       | CC du Pays de Lapalisse                   | 12,32            | 273 (2022)                        | 22                 | modifier les données · modifier les données |
| Seuillet                        | 03273      | 03260       | Vichy          | Saint-Pourçain-sur-Sioule                       | CA Vichy Communauté                       | 9,94             | 483 (2022)                        | 49                 | modifier les données · modifier les données |
| Sorbier                         | 03274      | 03220       | Vichy          | Moulins-2                                       | CC Entr'Allier Besbre et Loire            | 17,09            | 321 (2022)                        | 19                 | modifier les données · modifier les données |
| Souvigny                        | 03275      | 03210       | Moulins        | Souvigny                                        | CA Moulins Communauté                     | 44,35            | 1 717 (2022)                      | 39                 | modifier les données · modifier les données |
| Sussat                          | 03276      | 03450       | Vichy          | Gannat                                          | CC Saint-Pourçain Sioule Limagne          | 8,00             | 105 (2022)                        | 13                 | modifier les données · modifier les données |
| Target                          | 03277      | 03140       | Vichy          | Gannat                                          | CC Saint-Pourçain Sioule Limagne          | 26,47            | 247 (2022)                        | 9,3                | modifier les données · modifier les données |
| Taxat-Senat                     | 03278      | 03140       | Vichy          | Gannat                                          | CC Saint-Pourçain Sioule Limagne          | 13,62            | 211 (2022)                        | 15                 | modifier les données · modifier les données |
| Teillet-Argenty                 | 03279      | 03410       | Montluçon      | Montluçon-4                                     | CA Montluçon Communauté                   | 21,99            | 553 (2022)                        | 25                 | modifier les données · modifier les données |
| Terjat                          | 03280      | 03420       | Montluçon      | Montluçon-3                                     | CA Montluçon Communauté                   | 17,74            | 181 (2022)                        | 10                 | modifier les données · modifier les données |
| Le Theil                        | 03281      | 03240       | Vichy          | Souvigny                                        | CC Saint-Pourçain Sioule Limagne          | 28,92            | 388 (2022)                        | 13                 | modifier les données · modifier les données |
| Theneuille                      | 03282      | 03350       | Montluçon      | Bourbon-l'Archambault                           | CC du Pays de Tronçais                    | 39,73            | 340 (2022)                        | 8,6                | modifier les données · modifier les données |
| Thiel-sur-Acolin                | 03283      | 03230       | Moulins        | Dompierre-sur-Besbre                            | CA Moulins Communauté                     | 57,71            | 1 036 (2022)                      | 18                 | modifier les données · modifier les données |
| Thionne                         | 03284      | 03220       | Vichy          | Moulins-2                                       | CC Entr'Allier Besbre et Loire            | 26,96            | 282 (2022)                        | 10                 | modifier les données · modifier les données |
| Tortezais                       | 03285      | 03430       | Montluçon      | Huriel                                          | CC Commentry Montmarault Néris Communauté | 24,11            | 175 (2022)                        | 7,3                | modifier les données · modifier les données |
| Toulon-sur-Allier               | 03286      | 03400       | Moulins        | Moulins-2                                       | CA Moulins Communauté                     | 38,69            | 1 171 (2022)                      | 30                 | modifier les données · modifier les données |
| Treban                          | 03287      | 03240       | Moulins        | Souvigny                                        | CC du Bocage Bourbonnais                  | 25,63            | 376 (2022)                        | 15                 | modifier les données · modifier les données |
| Treignat                        | 03288      | 03380       | Montluçon      | Huriel                                          | CC du Pays d'Huriel                       | 28,94            | 416 (2022)                        | 14                 | modifier les données · modifier les données |
| Treteau                         | 03289      | 03220       | Vichy          | Moulins-2                                       | CC Entr'Allier Besbre et Loire            | 31,28            | 517 (2022)                        | 17                 | modifier les données · modifier les données |
| Trévol                          | 03290      | 03460       | Moulins        | Yzeure                                          | CA Moulins Communauté                     | 40,84            | 1 639 (2022)                      | 40                 | modifier les données · modifier les données |
| Trézelles                       | 03291      | 03220       | Vichy          | Moulins-2                                       | CC Entr'Allier Besbre et Loire            | 18,14            | 393 (2022)                        | 22                 | modifier les données · modifier les données |
| Tronget                         | 03292      | 03240       | Moulins        | Souvigny                                        | CC du Bocage Bourbonnais                  | 31,06            | 889 (2022)                        | 29                 | modifier les données · modifier les données |
| Urçay                           | 03293      | 03360       | Montluçon      | Bourbon-l'Archambault                           | CC du Pays de Tronçais                    | 12,49            | 296 (2022)                        | 24                 | modifier les données · modifier les données |
| Ussel-d'Allier                  | 03294      | 03140       | Vichy          | Gannat                                          | CC Saint-Pourçain Sioule Limagne          | 8,02             | 168 (2022)                        | 21                 | modifier les données · modifier les données |
| Valignat                        | 03295      | 03330       | Vichy          | Gannat                                          | CC Saint-Pourçain Sioule Limagne          | 2,32             | 65 (2022)                         | 28                 | modifier les données · modifier les données |
| Valigny                         | 03296      | 03360       | Montluçon      | Bourbon-l'Archambault                           | CC du Pays de Tronçais                    | 21,18            | 376 (2022)                        | 18                 | modifier les données · modifier les données |
| Vallon-en-Sully                 | 03297      | 03190       | Montluçon      | Huriel                                          | CC du Val de Cher                         | 38,02            | 1 468 (2022)                      | 39                 | modifier les données · modifier les données |
| Varennes-sur-Allier             | 03298      | 03150       | Vichy          | Saint-Pourçain-sur-Sioule                       | CC Entr'Allier Besbre et Loire            | 24,10            | 3 588 (2022)                      | 149                | modifier les données · modifier les données |
| Varennes-sur-Tèche              | 03299      | 03220       | Vichy          | Moulins-2                                       | CC Entr'Allier Besbre et Loire            | 18,73            | 225 (2022)                        | 12                 | modifier les données · modifier les données |
| Vaumas                          | 03300      | 03220       | Vichy          | Dompierre-sur-Besbre                            | CC Entr'Allier Besbre et Loire            | 34,88            | 538 (2022)                        | 15                 | modifier les données · modifier les données |
| Vaux                            | 03301      | 03190       | Montluçon      | Montluçon-1                                     | CC du Val de Cher                         | 18,10            | 1 164 (2022)                      | 64                 | modifier les données · modifier les données |
| Veauce                          | 03302      | 03450       | Vichy          | Gannat                                          | CC Saint-Pourçain Sioule Limagne          | 3,54             | 39 (2022)                         | 11                 | modifier les données · modifier les données |
| Venas                           | 03303      | 03190       | Montluçon      | Huriel                                          | CC Commentry Montmarault Néris Communauté | 32,15            | 224 (2022)                        | 7,0                | modifier les données · modifier les données |
| Vendat                          | 03304      | 03110       | Vichy          | Bellerive-sur-Allier                            | CA Vichy Communauté                       | 16,76            | 2 269 (2022)                      | 135                | modifier les données · modifier les données |
| Verneix                         | 03305      | 03190       | Montluçon      | Commentry                                       | CC Commentry Montmarault Néris Communauté | 30,87            | 577 (2022)                        | 19                 | modifier les données · modifier les données |
| Le Vernet                       | 03306      | 03200       | Vichy          | Lapalisse                                       | CA Vichy Communauté                       | 10,07            | 1 914 (2022)                      | 190                | modifier les données · modifier les données |
| Verneuil-en-Bourbonnais         | 03307      | 03500       | Vichy          | Souvigny                                        | CC Saint-Pourçain Sioule Limagne          | 14,14            | 237 (2022)                        | 17                 | modifier les données · modifier les données |
| Vernusse                        | 03308      | 03390       | Montluçon      | Commentry                                       | CC Commentry Montmarault Néris Communauté | 19,55            | 150 (2022)                        | 7,7                | modifier les données · modifier les données |
| Le Veurdre                      | 03309      | 03320       | Moulins        | Bourbon-l'Archambault                           | CA Moulins Communauté                     | 21,16            | 476 (2022)                        | 22                 | modifier les données · modifier les données |
| Vichy                           | 03310      | 03200       | Vichy          | Vichy-1 Vichy-2                                 | CA Vichy Communauté                       | 5,85             | 25 702 (2022)                     | 4 394              | modifier les données · modifier les données |
| Vicq                            | 03311      | 03450       | Vichy          | Gannat                                          | CC Saint-Pourçain Sioule Limagne          | 13,25            | 294 (2022)                        | 22                 | modifier les données · modifier les données |
| Vieure                          | 03312      | 03430       | Moulins        | Bourbon-l'Archambault                           | CC du Bocage Bourbonnais                  | 29,81            | 276 (2022)                        | 9,3                | modifier les données · modifier les données |
| Le Vilhain                      | 03313      | 03350       | Montluçon      | Bourbon-l'Archambault                           | CC du Pays de Tronçais                    | 26,37            | 269 (2022)                        | 10                 | modifier les données · modifier les données |
| Villebret                       | 03314      | 03310       | Montluçon      | Montluçon-3                                     | CA Montluçon Communauté                   | 15,34            | 1 333 (2022)                      | 87                 | modifier les données · modifier les données |
| Villefranche-d'Allier           | 03315      | 03430       | Montluçon      | Commentry                                       | CC Commentry Montmarault Néris Communauté | 39,63            | 1 265 (2022)                      | 32                 | modifier les données · modifier les données |
| Villeneuve-sur-Allier           | 03316      | 03460       | Moulins        | Yzeure                                          | CA Moulins Communauté                     | 26,30            | 1 037 (2022)                      | 39                 | modifier les données · modifier les données |
| Viplaix                         | 03317      | 03370       | Montluçon      | Huriel                                          | CC du Pays d'Huriel                       | 30,40            | 293 (2022)                        | 9,6                | modifier les données · modifier les données |
| Voussac                         | 03319      | 03140       | Montluçon      | Gannat                                          | CC Commentry Montmarault Néris Communauté | 34,46            | 493 (2022)                        | 14                 | modifier les données · modifier les données |
| Ygrande                         | 03320      | 03160       | Moulins        | Bourbon-l'Archambault                           | CC du Bocage Bourbonnais                  | 52,71            | 778 (2022)                        | 15                 | modifier les données · modifier les données |
| Yzeure                          | 03321      | 03400       | Moulins        | Yzeure                                          | CA Moulins Communauté                     | 43,24            | 12 670 (2022)                     | 293                | modifier les données · modifier les données |
| Allier                          | 03         |             |                |                                                 |                                           | 7 340,00         | 334 715 (2022)                    | 46                 | modifier les données                        |

## Urbanisme
Suivant la classification de l'Insee, la typologie des communes de l'Allier se répartit ainsi :
| Type                       | Communes | Communes (%) | Superficie (km²) | Superficie (%) | Population (1999) | Population (%) | Densité (hab./km²) |
| -------------------------- | -------- | ------------ | ---------------- | -------------- | ----------------- | -------------- | ------------------ |
| Espaces à dominante rurale | +223,    | +069,7%      | +0 0005 218,     | +071,1%        | +128 465,         | +037,3%        | +024,62            |
| Communes monopolarisées    | +074,    | +023,1%      | +0 0001 740,     | +023,7%        | +053 380,         | +015,5%        | +030,69            |
| Pôles urbains              | +021,    | +006,6%      | +00 000358,      | +004,9%        | +161 920,         | +047,%         | +452,18            |
| Communes multipolarisées   | +002,    | +000,6%      | +000 00025,      | +000,3%        | +000956,          | +000,3%        | +038,78            |
| Total                      | 320      | 100,0 %      | 7 340,71         | 100,0 %        | 344 721           | 100,0 %        | 46,96              |

Les communes urbaines du département forment 8 aires urbaines :
| Aire urbaine                | Communes | Pôles urbains | Superficie (km²) | Superficie (%) | Population (1999) | Population (%) | Densité (hab./km²) |
| --------------------------- | -------- | ------------- | ---------------- | -------------- | ----------------- | -------------- | ------------------ |
| Communes à dominante rurale | +223,    | +00,          | +0 0005 218,     | +071,1%        | +128 465,         | +037,3%        | +024,62            |
| Vichy                       | +032,    | +10,          | +00 000518,      | +007,1%        | +078 468,         | +022,8%        | +151,34            |
| Montluçon                   | +032,    | +07,          | +00 000681,      | +009,3%        | +078 477,         | +022,8%        | +115,28            |
| Moulins                     | +031,    | +04,          | +00 000898,      | +012,2%        | +058 355,         | +016,9%        | +064,96            |
| Communes multipolarisées    | +002,    | +00,          | +000 00025,      | +000,3%        | +000956,          | +000,3%        | +038,78            |
| Total                       | 320      | 21            | 7 340,71         | 100,0 %        | 344 721           | 100,0 %        | 46,96              |

Note : les données présentées ici ne concernent que les communes appartenant à l'Allier. Il est possible qu'une aire urbaine s'étende sur plusieurs départements (c'est le cas de celle de Vichy).
Les deux communes urbaines multipolarisées n'appartiennent pas spécifiquement à une seule aire urbaine.
Les aires urbaines de l'Allier se rattachent à trois espaces urbains distincts :
| Espace urbain                                     | Communes | Superficie (km²) | Superficie (%) | Population (1999) | Population (%) | Densité (hab./km²) |
| ------------------------------------------------- | -------- | ---------------- | -------------- | ----------------- | -------------- | ------------------ |
| Commune appartenant à l'espace à dominante rurale | +223,    | +0 0005 218,     | +071,1%        | +128 465,         | +037,3%        | +024,62            |
| Clermont-Ferrand                                  | +034,    | +00 000543,      | +007,4%        | +079 424,         | +023,%         | +146,23            |
| Montluçon                                         | +032,    | +00 000681,      | +009,3%        | +078 477,         | +022,8%        | +115,28            |
| Moulins                                           | +031,    | +00 000898,      | +012,2%        | +058 355,         | +016,9%        | +064,96            |
| Total                                             | 320      | 7 340,71         | 100,0 %        | 344 721           | 100,0 %        | 46,96              |